# Großrinderfeld
Großrinderfeld – miejscowość i gmina w Niemczech, w kraju związkowym Badenia-Wirtembergia, w rejencji Stuttgart, w regionie Heilbronn-Franken, w powiecie Main-Tauber, wchodzi w skład wspólnoty administracyjnej Tauberbischofsheim. Leży ok. 7 km na północny wschód od Tauberbischofsheim, przy autostradzie A81.